# گرد ستاره (فیلم ۲۰۰۷)
گرد ستاره (به انگلیسی: Stardust) فیلمی عاشقانه فانتزی است که بر اساس رمان گرد ستاره به قلم نیل گیمن ساخته شده است. در سال ۲۰۰۷ میلادی اقتباسی سینمایی از این اثر به کارگردانی متیو وان و نویسندگی جین گولدمن و وان و با بازی کلر دینز، چارلی کاکس، سیه‌نا میلر، ریکی جرویز، روپرت اورت، جیسون فلمینگ، میشل فایفر، پیتر اوتول و رابرت دنیرو ساخته شد که با استقبال مواجه شده است.
داستان در فیلم اندکی سینمایی شده، عناصر غریبه با آن مخلوط شده‌اند و برخی شخصیت‌ها حذف شده‌اند.

## داستان
یک روستای کوچک در نزدیکی دیواری است که آن را از سرزمین افسانه‌ای و جادویی جدا می‌کند. دانستان تورن از این دیوار عبور می‌کند و دختری را می‌بیند که برای زنی جادوگر که فروشنده دورگرد است کار می‌کند او عاشق او می‌شود و با او رابطه عاشقانه برقرار می‌کند اما در واقع آن دختر شاهزاده اونا است دانستان اما متوجه این موضوع نمی‌شود و پس از مدتی به روستای خود بازمی‌گردد ۹ ماه بعد نوزاد پسری در کنار دیوار قرار داده می‌شود و همراه کاغذی که می‌گفت این فرزند دانستان است و تریستان نام دارد. . پس از ۱۸ سال پادشاه در بستر مرگ است و پسران او برای به دست آوردن باید یک یاقوت و جواهر با ارزش را پیدا کنند.
همه پسران پادشاه مرده‌اند و رقابت میان دو نفر آن‌ها به نام‌های پریموس و سپتیموس است. همزمان یک ستاره دنباله‌دار سقوط می‌کند و تریستان عاشق دختری به نام ویکتوریا شده ویکتوریا از تریستان می‌خواهد تا برای به دست آوردن تکه‌ای از آن ستاره به سرزمین افسانه‌ها برود. از طرفی سه جادوگر هم می‌خواهند تا با کشتن ستاره دنباله‌دار و درآوردن قلب او جوانی خود را بازیابند.
پس از ماجراهای فراوان تریستان دختری که ستاره دنباله‌دار را پیدا می‌کند و پس از مدتی عاشق او می‌شود. از طرفی یکی از جادوگران به نام لیما هم آن‌ها را تعقیب می‌کند او یک بار تا نزدیکی کشتن یوانی که همان ستاره است پیش می‌رود اما موفق نمی‌شود و تریستان جان او را نجات می‌دهد اما لیما، در همان مسافرخانه پریموس را می‌کشد. و حالا با مرگ پریموس، سپتیموس که متوجه ماجرا شده هم آن‌ها را تعقیب می‌کند. در پایان تریستان با عبور از دیوار قسمتی از موی ایوین (ستاره) را با خود برای ویکتوریا می‌برد و این مو پس از عبور از دیوار تبدیل به خاک می‌شود تریستان به ویکتوریا می‌گوید که دیگر او را دوست ندارد اما ایوین به دنبال تریستان می‌خواهد از دیوار عبور کند اما تریستان با توجه به دیدن مو می‌فهمد او در صورت عبور از دیوار ازبین خواهد رفت.
پس تریستان سریع بازگشته و مانع ورود او به آن طرف دیوار می‌شود ا، درهمین هنگام لیما سر رسیده و یوانی را با خود می‌برد. تریستان او را تعقیب می‌کند و در آن حا سپتیموس هم به او ملحق می‌شود و موفق می‌شود یک خواهر او را بکشد. و لیما هم سپتیموس را می‌کشد، در پایان تریستان موفق به کشتن خواهر دیگر و لیما می‌شود و مادر تریستان به او می‌گوید که او خواهر سپتیموس و پریموس و دختر پادشاه است. حالا چون تریستان تنها بازمانده پسر این خانواده است شاه می‌شود و با ایوین (ستاره دنباله‌دار) ازدواج می‌کند.

## بازیگران
- کلر دینز در نقش ایوین، ستاره دنباله‌دار
- چارلی کاکس در نقش تریستان تورن
- میشل فایفر در نقش لیما، یکی از سه جادوگر
- رابرت دنیرو در نقش کاپیتان شکسپیر
- مارک استرانگ در نقش شاهزاده سپتیموس
- کیت ماگووان در نقش شاهزاده اونا، مادر تریستان
- ناتانیل پارکر در نقش دانستن تورن، پدر تریستان
- بن بارنز در نقش جوانی دانستن تورن
- جونا اسکانالان در نقش ممو، یکی از سه جادوگر
- سارا الکساندر در نقش امپوزا، یکی از سه جادوگر
- سیه‌نا میلر در نقش ویکتوریا فاستر
- دیوید کلی در نقش محافظ دیوار
- ایان مک‌کلن در نقش راوی
- پیتر اوتول در نقش شاه استرومهولد
- ریکی جرویز در نقش فردی، از خدمه کشتی شکسپیر
- جیسون فلمینگ در نقش شاهزاده پریموس
- روپرت اورت در نقش شاهزاده سکندوس
- مارک ویلیامز در نقش بیلی
- هنری کویل در نقش هومفری، دوست پسر ویکتوریا
- جرج اینس در نقش سوسسایر
- دکستر فلچر در نقش اسکینی پریت
- ملانی هیل در نقش دیچواتر سال
- اولیویا گرانت در نقش برنارد، وقتی با جادو از یک بز تبدیل به دختر زیبای صاحب مسافرخانه شد.
- کوکو سامر در نقش اینگرید، خواهر یوانی